# 국제 투자 분쟁 해결 센터

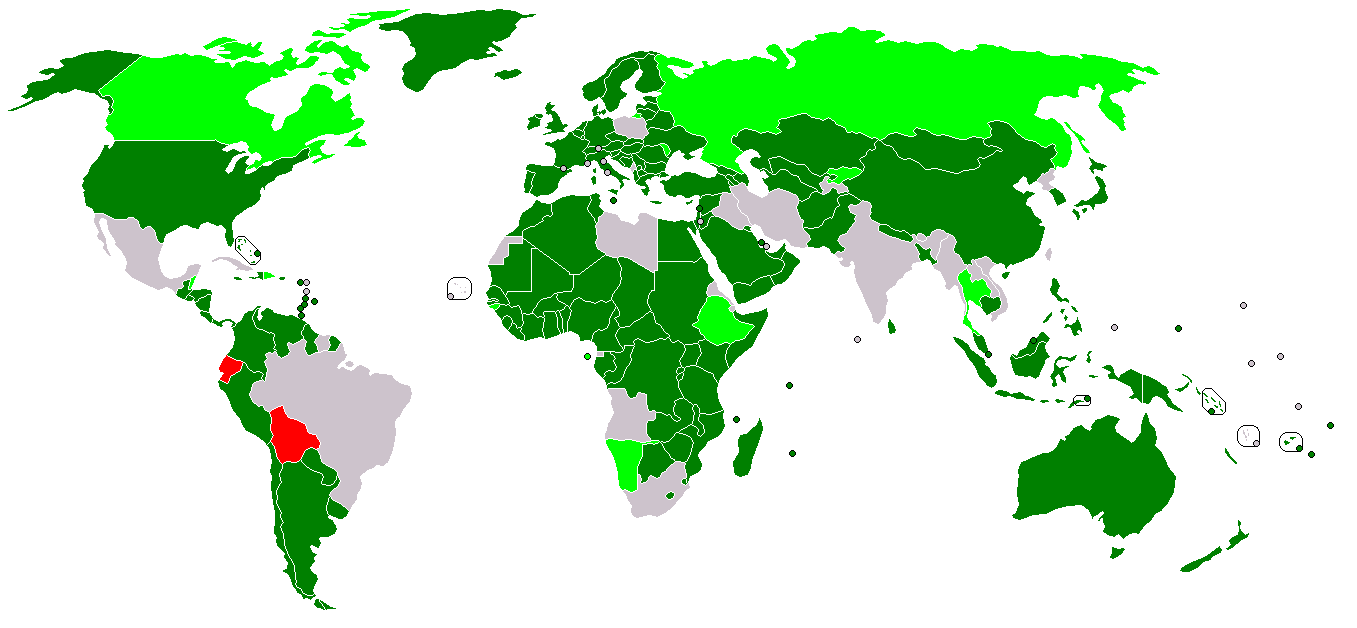
ICSID 발효
ICSID 서명은 했으나 비준이 안 됨
옛 회원국

국제 투자 분쟁 해결 센터(International Centre for Settlement of Investment Disputes, ICSID)는 세계은행 산하 국제중재기관이다. 1966년 설립되었으며 미국 워싱턴 DC에 위치하고 있다. 회원국간 투자분쟁을 중재하는 일을 하고 있다. 다자간 무역협정이 증가하면서 센터에 회부되는 사건수도 증가하고 있다.
1986년부터 반년마다 ICSID 리뷰를 존스 홉킨스 대학교 출판부에서 발행하고 있다.

## 같이 보기
- 투자자 국가 분쟁 해결(ISDS)
- 국가와 타방국가 국민간의 투자분쟁의 해결에 관한 협약